# ジェフ・ベック
ジェフリー・アーノルド・ベック（Geoffrey Arnold "Jeff" Beck、1944年6月24日 - 2023年1月10日）は、イングランドのギタリスト。
日本では、エリック・クラプトン、ジミー・ペイジと並ぶ3大ギタリストの一人とされている。『ローリング・ストーン』誌の選ぶ「最も偉大な100人のギタリスト」において2003年は第14位、2011年の改訂版では第5位。

## 経歴

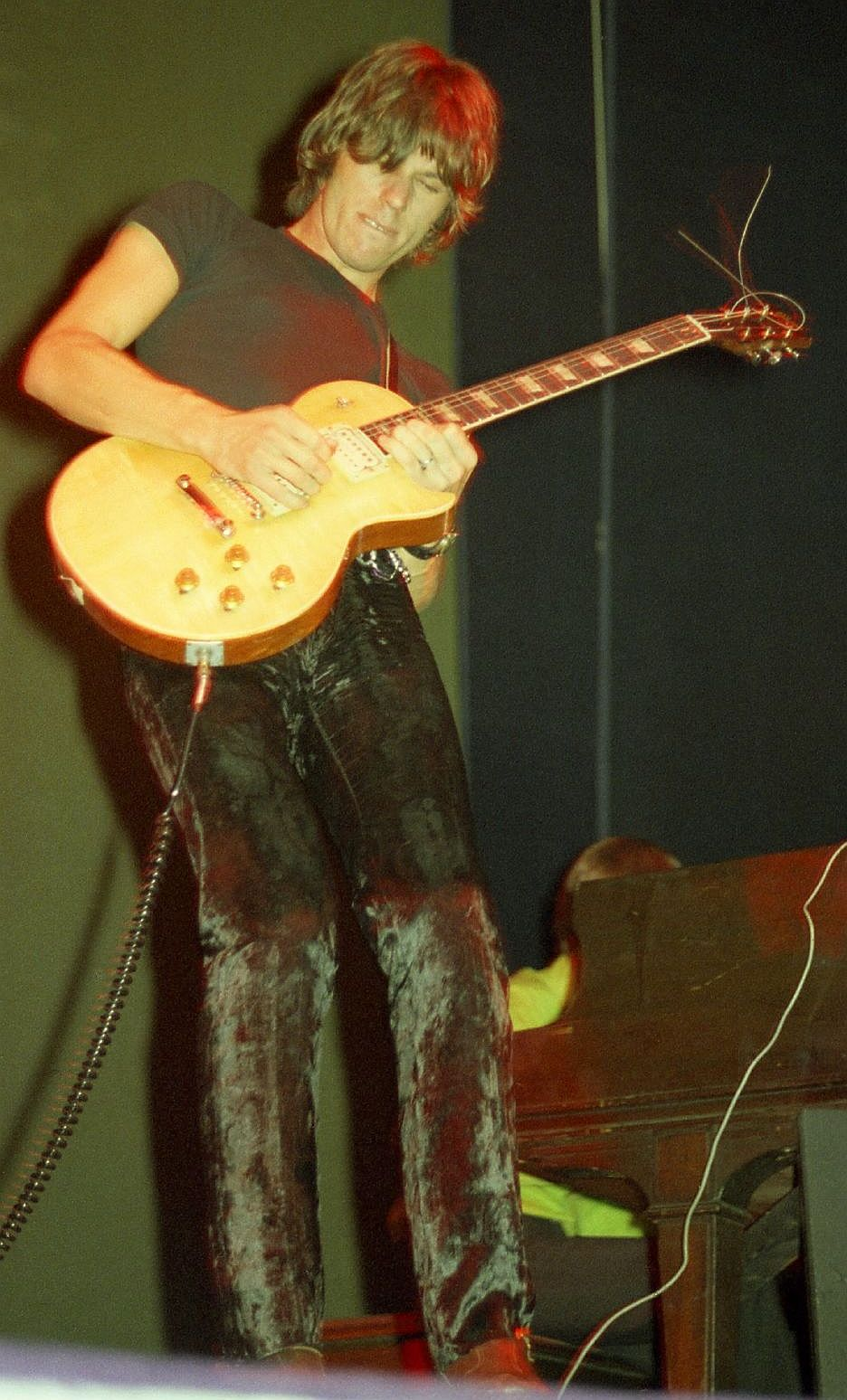
ジェフ・ベック・グループ時代 (1968年)

### 生い立ちと初期
1944年、ロンドン南方のウォリントンで中流家庭に生まれる。一家は両親と姉の4人暮らしであった。ジェフは地元の私立小学校に入学。この頃、母親によるピアノや、叔父からのヴァイオリンのレッスンを受けたが挫折している。また叔父の影響で車に興味を持つようになる。12歳になるとジュニア・アート・スクールに通い始める。ロックンロール、ロカビリーに興味を持ったベックは、友人から弦が3本しか張られていないガット・ギターを手に入れる。それに満足できなくなると、ベニヤ板を使い黄色いペンキを塗ったギターを作り上げた。のめり込むベックの姿を見て、ギターを嫌っていた両親は彼のギターを度々捨てていた。
当時のベックは、憧れであったバディ・ホリーの影響でエレキギターを求めていたが、経済的問題のために手に入れることが難しかった。しかし諦めきれなかったベックはストラトキャスターに似たボディとネックを知人と自作。ピックアップは万引きした物を取り付け、アンプ代わりにラジオに接続していた。
また、彼はフレットをつける際に適切な位置に配置する必要があることを知らず、大雑把に設置していた。そのためフレットを押さえても正確な音程を出すことが出来ず、度々チョーキングをして調節しながら演奏していた。
16歳になるとウィンブルドン・カレッジ・オブ・アートに入学する。ベックは学友達と最初のバンド、ナイト・シフトを結成し、地元のクラブへの出演を果たすようになる。1962年、エプソム・アート・スクールに通っていた姉から、同校に在籍していたジミー・ペイジのことを知らされ、意気投合する。まもなくベックはアート・スクールを退学、ナイト・シフトを解散し新たなバンド、トライデンツを結成する。トライデンツで活動する傍ら、セッション・ギタリストとして様々なセッションにも参加している。トライデンツでの音源はアルバム『ベッコロジー (Beckology)』に3曲が収録されている。
1965年、スタジオ・ミュージシャンとしてセッションワークで多忙だったペイジに紹介される形で、エリック・クラプトン脱退直後のヤードバーズに参加。メンバーのキース・レルフはベックとの初対面の印象を「ショックだったよ。ロン毛で、手がすごくベタベタなんだ。その男がいきなり部屋にはいってきた。さっきまで車の修理してました、みたいな」「ジェフがヤードバーズにやって来た時、みんなが気づいたのが彼の順応性というか、落ち着いて新しいことに対応できる才能。そんな才能を持った男がやって来た、と思ったんだよ」と語った。
シングル「ハートせつなく」で初デビューを果たす。印象的なイントロのリフは元々シタールで演奏される予定だったが、スタジオに呼んだシタール奏者が4分の4拍子で弾くことに慣れておらず録音できなかった。そこでベックがまだ新しかったファズエフェクターに繋ぎ、ビブラートの加減でシタールの音を再現して弾いたところ、それが採用された。
ヤードバーズは1966年、ベースのポール・サミュエル＝スミスが脱退、その後任としてペイジがベーシストとして加入。やがてベースをクリス・ドレヤと交代したペイジは、ベックと2人でリード・ギターを担当、ヤードバーズはツイン・リード編成で活動、シングル「幻の10年 (Happenings Ten Years Time Ago) / Psycho Daises」を発表した。この時期にバンドはミケランジェロ・アントニオーニ監督の『欲望』に出演、この映画でベックはギターを破壊している。さまざまな活動やツアーを行いながらも次第にメンバー間の確執が表面化し、ついにはアメリカ・ツアー時にベックはステージを放棄し、12月中旬に健康上の問題を理由に脱退することとなる。

### リーダーバンド期

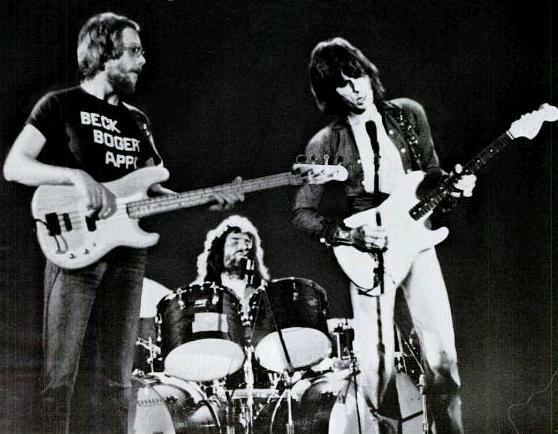
ベック・ボガート & アピス (1973年)

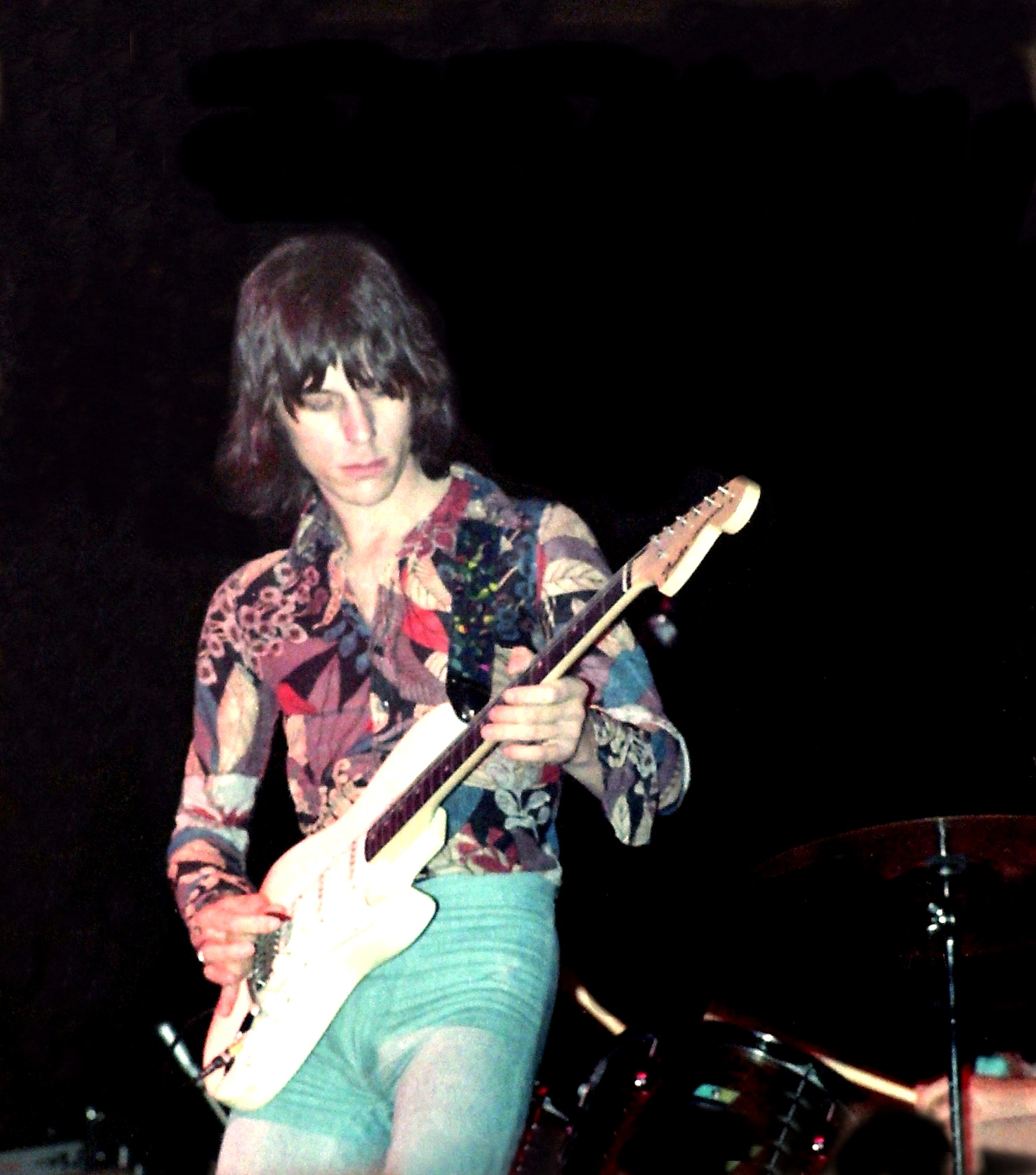
ベック・ボガート & アピス時代 (1972年)

ヤードバーズ脱退後、ベックはミッキー・モストとプロデュース契約を結び、ソロ・シングル「Hi Ho Silver Lining / Beck's Bolero」を発表する。この「Hi Ho Silver Lining」はヒットし、NME誌のチャートで17位を記録する。
その後ベックは自身の新たなバンドを結成する。このバンドは一般には「ジェフ・ベック・グループ」と呼ばれている。ボーカルにはショットガン・エクスプレスに所属していたロッド・スチュワート、ベーシストがロン・ウッド、ピアニストがニッキー・ホプキンス、ドラマーがエインズレー・ダンバーであった。バンドはこのラインナップでシングル「Tallyman / Rock My Plimsoul」を発表するが、ほどなくエインズレー・ダンバーが脱退、代わってミック・ウォーラー (Micky Waller)が加入し、アルバム『トゥルース』を録音する。その後、メンバーの確執が表面化、1969年になってロン・ウッドとミッキー・ウォーラーが脱退。代ってドラムスがトニー・ニューマン (Tony Newman)に、ベースがダグラス・ブレイクに交代したが、ダグラス・ブレイクは短期間で解雇され、ロン・ウッドが再び加入した。セカンド・アルバム『ベック・オラ』の発表と前後してニッキー・ホプキンスが脱退。さらにロン・ウッドがフェイセズに加入するため脱退。ロッド・スチュワートも最終的にロン・ウッドと共にフェイセズに加入する。
その頃ベックは、ヴァニラ・ファッジのティム・ボガート、カーマイン・アピスと接近、彼らにロッド・スチュワートをボーカリストとして加え、新たなバンドを結成する予定であったが、直前の1969年11月2日にカスタム・メイドのT型フォードを運転中ロンドン南30マイルのメイドストーンで交通事故を起こし重傷を負い、3ヶ月の入院を余儀なくされる。この出来事により、新バンドの構想は白紙となってしまう。
怪我が完治したベックは新たなメンバーを集め、再び自身のリーダーバンドを結成する。このバンドは日本では「第2期ジェフ・ベック・グループ」とも呼ばれている。このグループはベースにクライヴ・チェイマン、キーボードにマックス・ミドルトン、ドラマーにコージー・パウエル、ボーカルにボブ・テンチというメンバーであった。このバンドはジャズやモータウンといったブラック・ミュージックからの影響を大きく受けており、それまでのブルース路線とは異なるものだった。
1971年にアルバム『ラフ・アンド・レディ』、翌年『ジェフ・ベック・グループ』を発表し、その活動も好調に行われたものの、ベックは再びカクタスで活動していたティム・ボガートおよびカーマイン・アピスと接触。8月のアメリカ・ツアーで突如メンバーを変更して、第2期ジェフ・ベック・グループは空中分解してしまう。
バンドに残ったボガートとアピスに加えボーカリストとしてポール・ロジャース招聘を図るもこれは失敗し、結局ボーカルはメンバーが兼任することにしてベック・ボガート & アピスとして活動することとなる。ベック・ボガート & アピスは2枚のアルバム（スタジオ盤とライブ盤を1枚ずつ）を残し、1974年にはベックとボガートの対立から自然消滅する。
なお、同年4月のパリ公演後にディープ・パープルを脱退（公式発表は6月）したリッチー・ブラックモアの後釜として候補に挙がっていたが、実際にはオーディションに至らなかったと言う経緯がある。

### フュージョン期

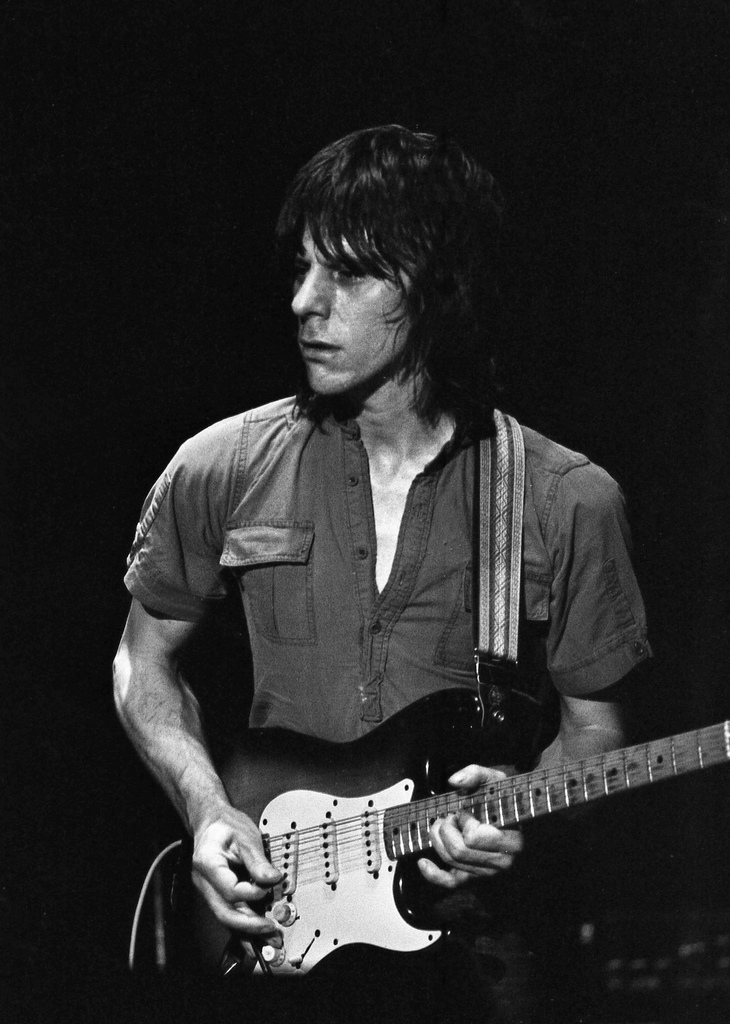
オランダ・アムステルダム公演 (1979年7月)

翌1975年、ビートルズのレコーディングプロデューサーでもあったジョージ・マーティンをプロデューサーに迎え、当時流行していたクロスオーバー色の濃い初のインストゥルメンタル・アルバム『ブロウ・バイ・ブロウ』を発表。インストゥルメンタル・アルバムとしては珍しく、アメリカでゴールドディスクを獲得し、セールス面でも成功を収めた。また、同年リリースされたスタンリー・クラークのアルバム『ジャーニー・トゥ・ラヴ』に2曲でゲスト参加。
『ブロウ・バイ・ブロウ』発表の1年後、ナラダ・マイケル・ウォルデン（ドラム）やヤン・ハマー（キーボード）らを起用し、またしても全編インストゥルメンタルの『ワイアード』を発表。ジャズ・ロック的な要素を全面に出したアルバムとなった。1978年から1979年には、スタンリー・クラークと共に日本及びヨーロッパでツアーを行う。
1980年代に入ると、同じくヤードバーズ出身のジミー・ペイジ、エリック・クラプトンと共に、A.R.M.Sコンサートに参加し、3人が共演。クラプトンと共に、シークレットポリスマン・コンサートで共演。アルバム『ハニードリッパーズ (The Honeydrippers)』に参加し、ジミー・ペイジ、ロバート・プラントと共演した。
1985年に、アルバム『フラッシュ』をリリースする。このアルバムではそれまでのスタイルから転換を図り、ナイル・ロジャースやアーサー・ベイカーをプロデューサーに迎え、ボーカル入りの曲を主体にして制作したアルバムである。収録曲「エスケープ」がグラミー賞の最優秀ロック・インストゥルメンタル賞を受賞。中でも、インプレッションズの「ピープル・ゲット・レディ」のカバーで、旧友ロッド・スチュワートとの共演がMTVなどで話題になった。

### エレクトロニカ、テクノロックサウンドに接近

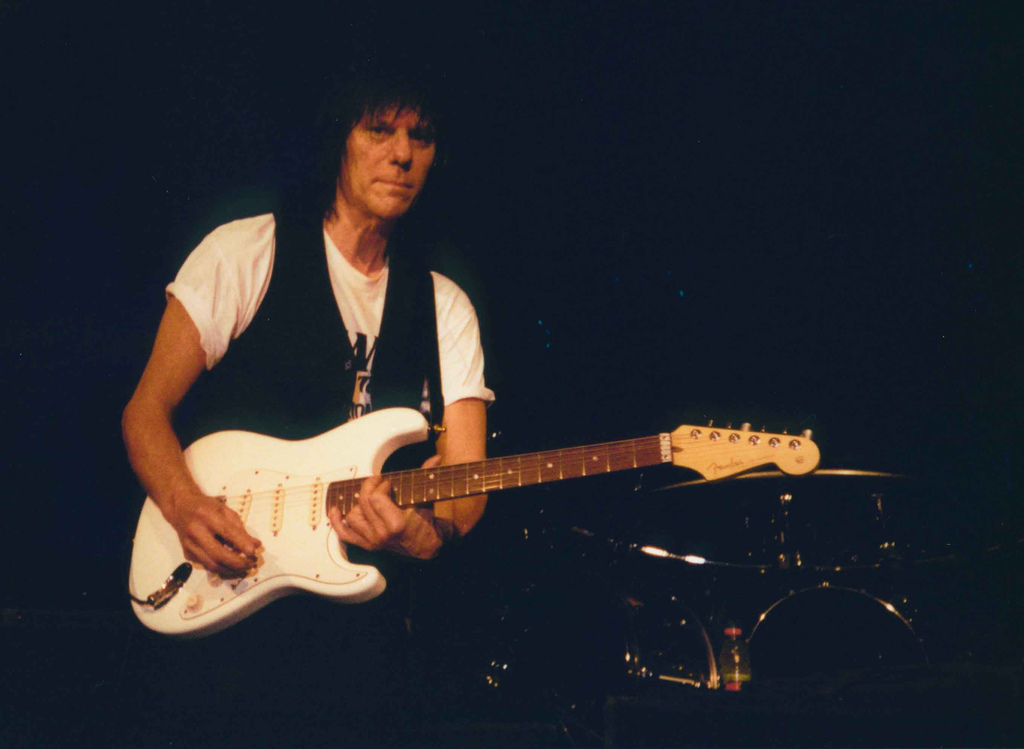
カナダ・バンクーバー公演 (2001年2月)

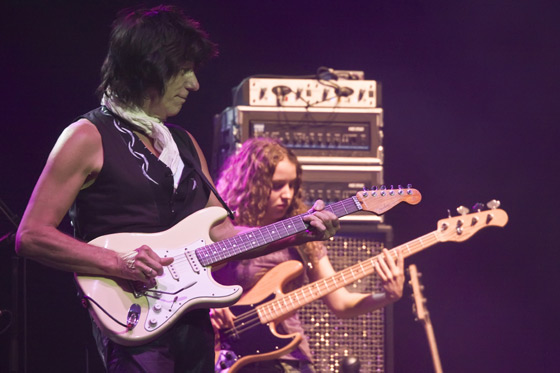
ベック&タル・ウィルケンフェルド (2009年1月)

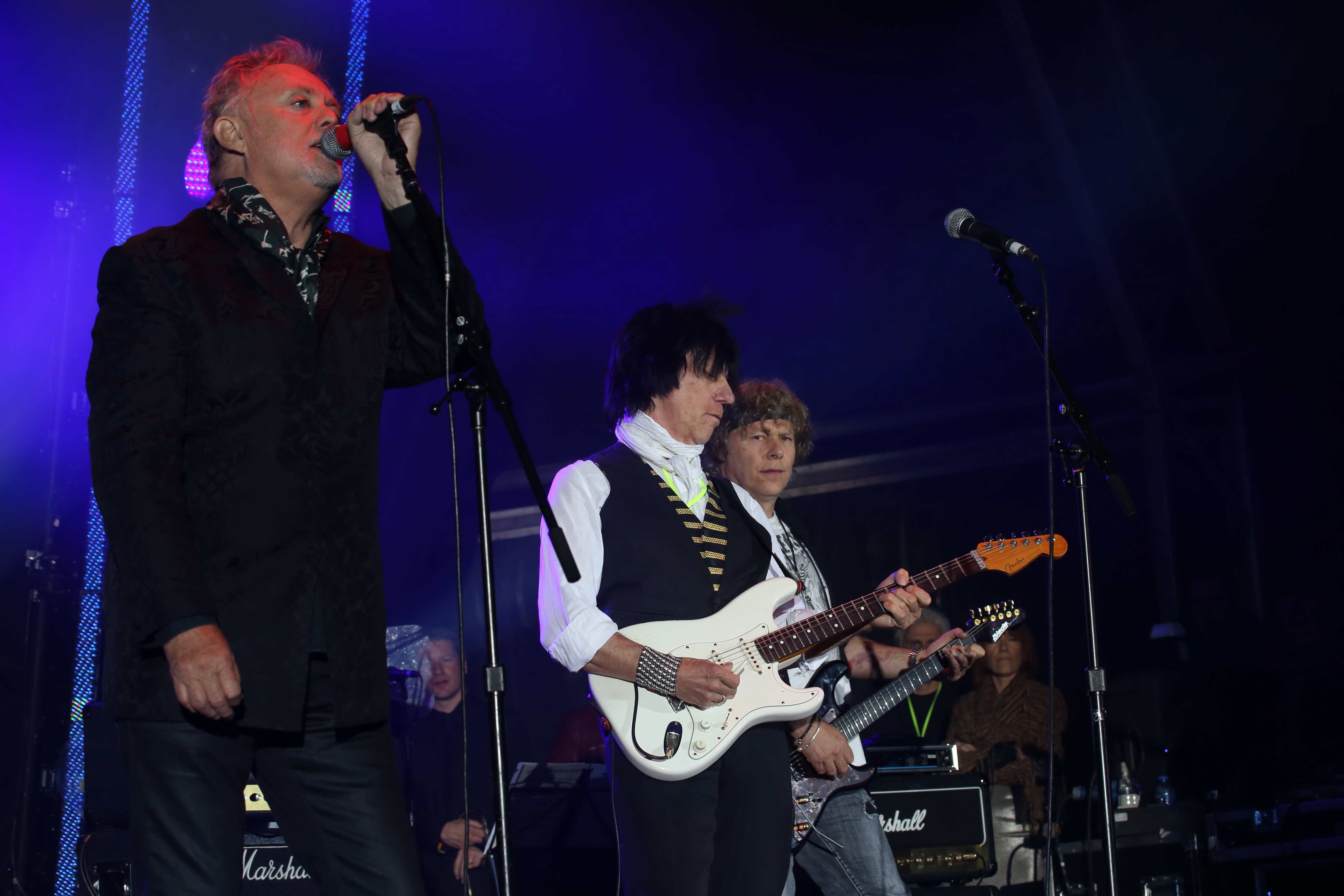
ロジャー・テイラー、ベック&ジェイミー・モージズ (2013年5月)

1989年のアルバム『ギター・ショップ』は、グラミー賞の最優秀ロック・インストゥルメンタル賞を受賞。その後は、ビッグ・タウン・プレイボーイズとのコラボレーション作『クレイジー・レッグス』の発表や、「フランキーズ・ハウス」のサウンドトラック制作、セッション・プレイヤーとしての活動はあったものの、オリジナル・アルバムはしばらく発表しなかった。そして、10年の間隔を経て1999年に『フー・エルス!』をリリース。サイドギターにジェニファー・バトゥンを起用し、打ち込みを多用したテクノサウンドがメインのアルバムとなった。本アルバム発表に併せて来日ツアーを行う。
『フー・エルス!』のリリースの1年後、テクノロック路線をさらに押し進めた『ユー・ハッド・イット・カミング』をリリース。前年に引き続き来日ツアーを実施。来日時に久米宏がメインキャスターであった『ニュースステーション』にも生出演し、「ナディア」（オリジナルはニティン・ソウニー）を演奏している（ただし演奏は本番前に収録したものであった）。
さらに2003年、自身の名前を冠した『ジェフ』をリリース。プロ・ツールスを使用した大胆なドラムンベースを大幅に導入したアルバムとなった。
同年9月にロイヤル・アルバート・ホールでのデビュー40周年記念コンサートを行う。また同年インターネット上でのみ「オフィシャルブートレグ」というかたちで、ライブ・アルバム『Live at BB King Blues Club』を販売。この作品は2005年の来日に併せて『ライブ・ベック!』のタイトルで一般発売されている。1977年以来のライブ・アルバムとなり、「フリーウェイ・ジャム」や「スキャッターブレイン」といった往年の曲も収録されている。
2006年は世界ツアーを行い、日本ではウドー・ミュージック・フェスティバルに参加。会場で発売されていたライブ・アルバムが後に『ライブ・ベック '06』として発売された。
2008年に3枚続けてのライブアルバムである『ライヴ・ベック3〜ライヴ・アット・ロニー・スコッツ・クラブ』-Performing This Week... Live at Ronnie Scott'sを発売。2009年には、同じステージの様子を収録したDVDも発売された。
2010年、久しぶりのスタジオレコーディングによるアルバム『エモーション・アンド・コモーション』を発表した。「テクノ三部作」と呼ばれた前三作とは違った穏やかな曲調が主体で、Joss StoneやImelda May,Olivia Safeの歌心が堪能できるアルバムである。2010年ワールドツアーのバンド・メンバーは、ソングライター・プロデューサーとしてグラミー賞を受賞したナラダ・マイケル・ウォルデン（ドラム）、ロンダ・スミス（ベース）、ジェイソン・レベロ（キーボード）が参加している。
2013年には、ザ・ビーチ・ボーイズのブライアン・ウィルソンの北米ツアーに参加
。また、現在製作中のブライアンの新作アルバムにも参加している。
2016年、デビュー50周年のアルバム『ラウド・ヘイラー』をリリースし、翌年に記念の来日公演。
2019年のツアーのバンドメンバーは、ドラムがヴィニー・カリウタ、ベースがロンダ・スミス、ボーカルがジミー・ホール、そしてチェリストのヴァネッサ・フリーバーン＝スミス。
2020年4月16日、ジョニー・デップとコラボしたジョン・レノンのカバー曲「孤独」をニュー・シングルとして公開。これが2人の継続的な音楽的コラボレーションの初リリースであることを明かした。このシングルがCOVID-19パンデミックのロックダウン期間中にリリースされたことに触れ、「ジョニーと僕はしばらく前から一緒に音楽に取り組んでて、この曲は去年スタジオにいた時にレコーディングしたんだ。こんなに早くリリースするとは思ってなかったんだけど、この困難な時代に人々が経験してるすべてのつらい日々と真の "孤独 "を考えると、今が皆さんに聴いてもらうのに良い時期かもしれないと判断したんだ」と説明している。

### 死去
2023年、細菌性髄膜炎に罹患し、治療を行ったが1月10日に死去。訃報は公式Twitterにより家族から告知された。78歳没。

## 使用機材

### ギター

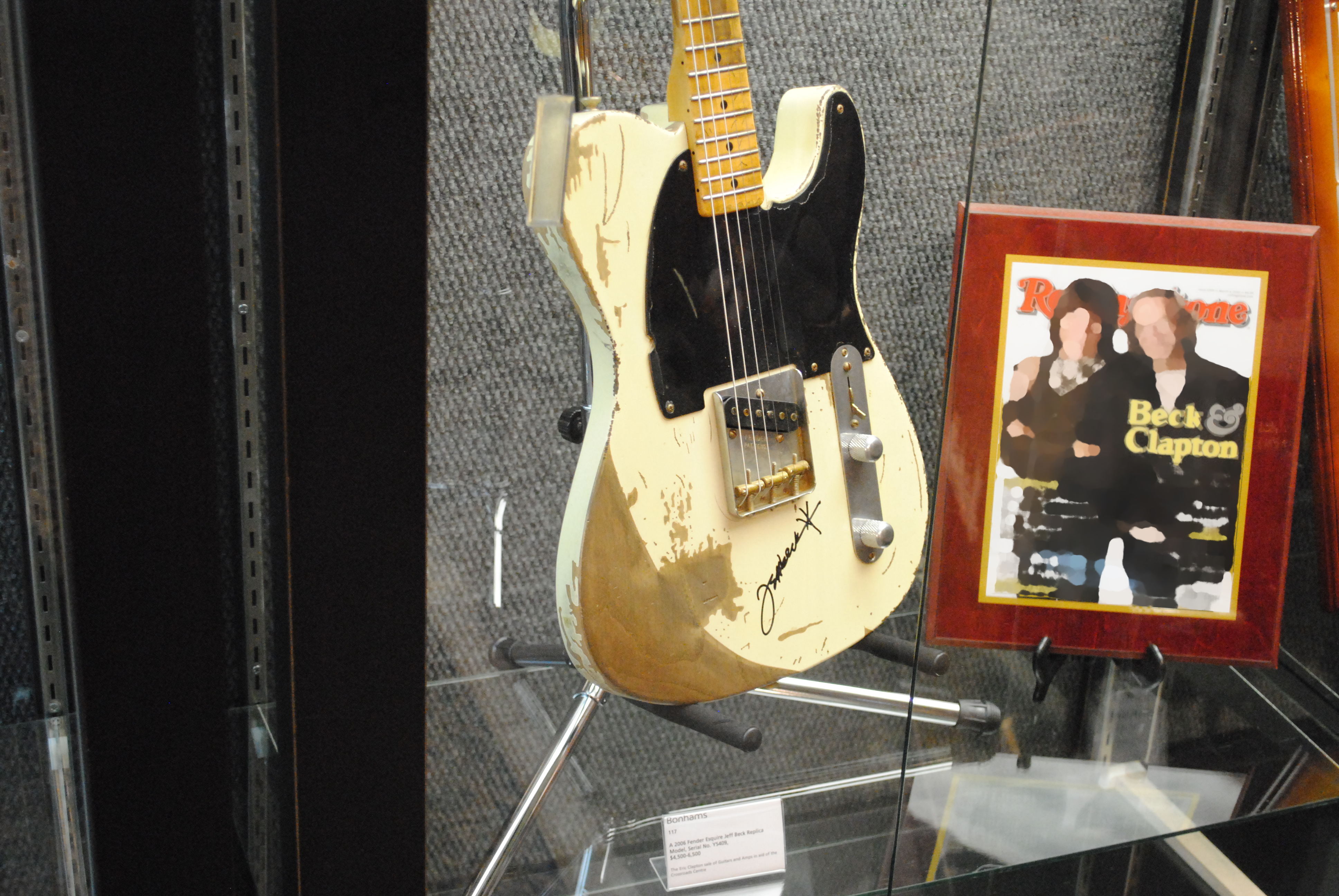
｢フェンダー・エスクワイヤー｣ Beckモデル

ヤードバーズの在籍時及びその加入以前はフェンダーのテレキャスターやエスクワイヤーを使用している。ジェフ・ベック・グループではギブソン・レスポールスタンダードが使用ギターに加わり、第2期ジェフ・ベック・グループの頃はフェンダー・ストラトキャスターも使用している。

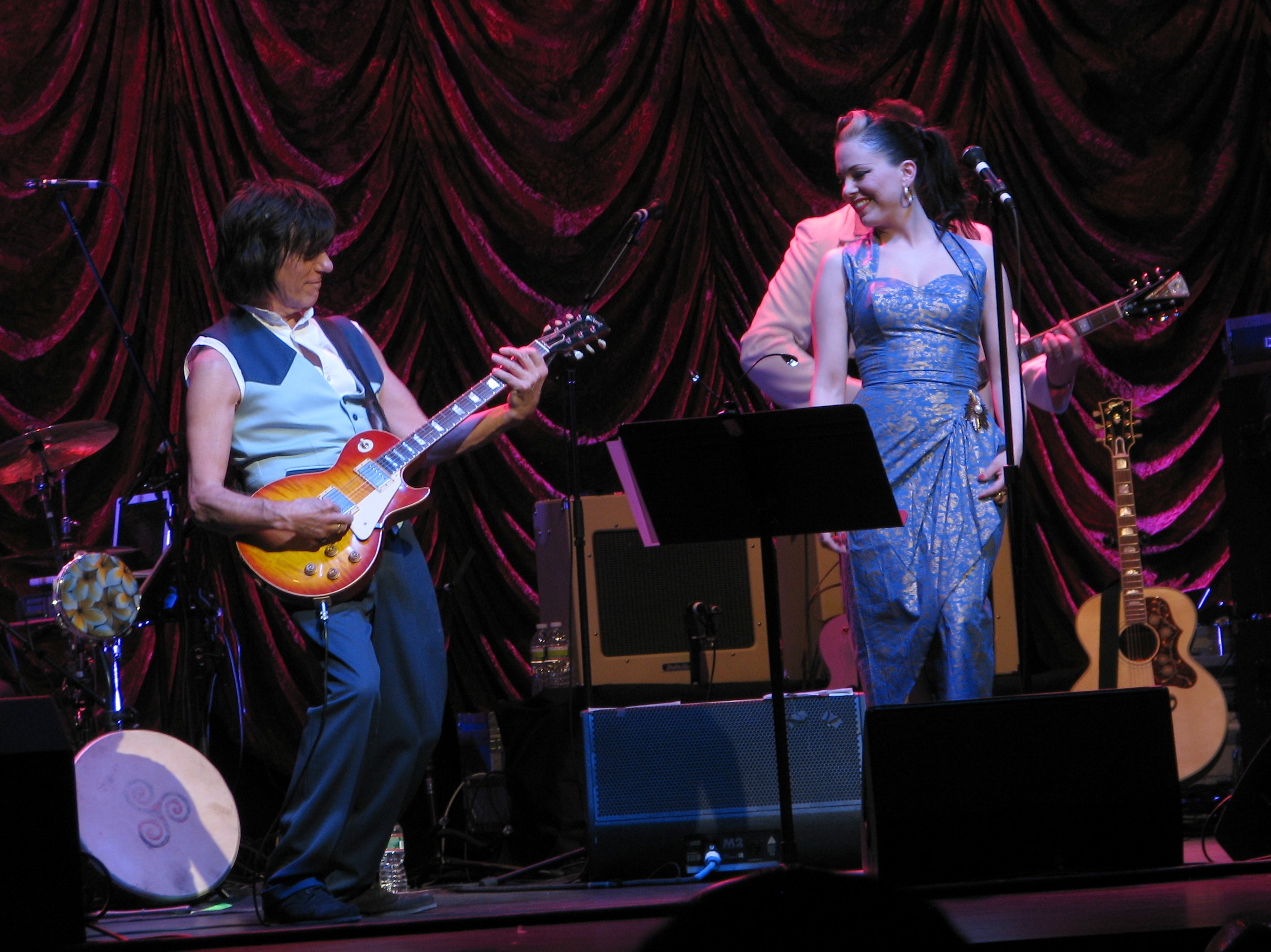
レスポールを弾くベック&イメルダ・メイ (2011年3月)

BBAからアルバム『ブロウ・バイ・ブロウ』の頃までは1954年製のギブソン・レスポール“オックスブラッド”を主に使用していたが、同時に他のギターも並行して使っている(1975年8月に日本で開催されたワールド・ロック・フェスティバルではオープニングでストラトキャスターを使い、途中でレスポールに持ち代えている)。「哀しみの恋人達」では、セイモア・ダンカンが改造した、ギブソンのハムバッカー・ピックアップを2基搭載したテレキャスター（通称「テレギブ」）を使用していた。また1980年の来日公演でのパンフレットにはローランドのGRギターシンセサイザーを使っている写真が掲載されている。
1985年のアルバム『フラッシュ』制作時期のごく短期間、スーパーストラトキャスター量産モデルの草分けであるジャクソン・ソロイストを使用していた。
2000年代は自分用にモディファイされたストラトキャスターをメインで使っており、2007年のステージを収録したビデオソフトではストラトキャスター主体で演奏していることが確認出来る。
フェンダー社からはシグネイチャーモデル（と少数のマスタービルダー、カスタムショップ製）が販売されている。
シグネイチャーモデルは2001年にアップデートされ、ピックアップがレースセンサーからベックモデル専用のカスタムワインドのセラミックノイズレス（ホット・ノイズレス）に、また、ストラトの歴史上もっとも太いといわれたネックがそれより薄い物に変更された。ジョイント部はヒールカットされ、指板はローズウッドが使われている。フレットは22フレットまで。ナットは初期にはウィルキンソン・ローラーナットが使われていたが、その後LSR製のローラーナットに変更された。ペグはシュパーゼル・ロッキングペグ、ブリッジは2点支持のシンクロナイズド・トレモロである。
ジェフの死去から2年後の2025年1月22日にロンドンのクリスティーズで『クリスティーズ ジェフ・ベック：ギターコレクション』と題したオークション・イベントが開催され、ジェフが所有していたギターやアンプ、機材など130点以上がオークションに出品された。それらの機材の中で先述のギブソン・レスポール“オックスブラッド”は106万8500ポンド（約2億600万円）、16年間にわたってベックがレコーディングやパフォーマンスでメインの楽器として長く愛用したフェンダーの白いストラトキャスター“アヌーシュカ”は100万8000ポンド（約2億円）、ヤードバーズ時代に使用していた1959年製ギブソン・レスポール（別名“ヤードバースト”）は40万3200ポンド（約7800万円）で落札された。

### アンプ／エフェクター
アンプはヤードバーズ加入当初はVOX社のAC30を使用していた。第1期ジェフ・ベック・グループではテレキャスターにマーシャル200ワットアンプと4つのスピーカー・キャビネットを組み合わせている。BBAではSUNNのコロシアム・アンプ・ユニット+ユニヴォックス社製スピーカーという組み合わせを使用していた。
第2期ジェフ・ベック・グループの「Short Business」や「Raines Park Blues」などではレスリースピーカーを使用してドップラー効果を得るといった試みがなされている。
エフェクターの使用状況は時代によって変動しているが、ワウペダルは全時代を通じてコンサート、スタジオ共に使用している。特定の曲での使用例では、『ライヴ・ワイアー』に収録された「シーズ・ア・ウーマン」や「フル・ムーン・ブギー」などでトーキング・モジュレーターが使用されている。また『ブロウ・バイ・ブロウ』収録の「Air Blower」ではオクターバー・ユニットが使用されている。
以前はプロコの「RAT」(ディストーション)を使っていたが、現在はハンドメイドのオーバードライブペダルを使用している。

## 奏法

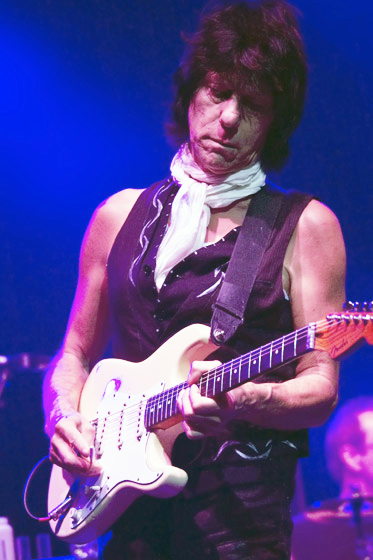
オーストラリア・メルボルン公演 (2009年1月)

フレージングは、ブルースやロックンロールを元にしたペンタトニック・スケールが基本になっている。
1980年代以降は、フィンガー・ピッキングに移行する。アルバムでは1985年の『フラッシュ』以降になるが、1983年のアームズ・コンサート(ARMS Charity Concert)を収録したビデオ映像でも既にピックを使っていない。近年のコンサートでは、「スキャッターブレイン」のテーマ部分でピックを使用して演奏している。ピックを使う場合はオルタネイト・ピッキングを主体としているが、その場合でも中指や薬指でのフィンガーピッキングを加えることがある。
ボリュームノブとトーンノブを頻繁に調整し、ピックアップの切り替えもよく行う。ボリューム奏法やタッピング奏法も比較的多く用いている。
曲目によってはスライドギターで演奏することもある。
トレモロアームを多用する演奏スタイルであり（ストラトキャスターを使う一番の理由はトレモロアームがあるから、とベック自身が述べている）、右手でアームを包み込み、親指のみでのピッキングで演奏することが多い。ビブラートをかけるだけでなく、アームダウンやアームアップも交えて演奏する。瞬間的なアームアップによるクリケット奏法も織り交ぜる。アームを使わず、掌で直接ギターブリッジを振動させて、ビブラートをかけることも多い。
ハーモニクスを多用する。
ヤードバーズに参加したばかりの頃は、マネージャーからの要請でエリック･クラプトンの奏法をそっくりそのまま真似ていたことがあった。
ブライアン・メイは、「ジェフ・ベックを聴く度に僕のギター観は根底から覆される。彼の方法ないし逸脱は、思いもよらぬものだ」と評している。

## ディスコグラフィ

### アルバム
第1期ジェフ・ベック・グループ
- 『トゥルース』 - Truth (1968年)
- 『ベック・オラ』 - Beck-Ola (1969年)

第2期ジェフ・ベック・グループ
- 『ラフ・アンド・レディ』 - Rough and Ready (1971年)
- 『ジェフ・ベック・グループ』 - Jeff Beck Group (1972年)

ベック・ボガート・アンド・アピス
- 『ベック・ボガート・アンド・アピス』 - Beck, Bogert & Appice (1973年)
- 『ベック・ボガート・アンド・アピス・ライヴ』 - 
Beck Bogert & Appice Live (1973年)

ジェフ・ベック
- 『ブロウ・バイ・ブロウ』 - Blow by Blow (1975年)
- 『ワイアード』 - Wired (1976年)
- 『ライヴ・ワイアー』 - Jeff Beck with the Jan Hammer Group Live (1977年)
- 『ゼア・アンド・バック』 - There and Back (1980年)
- 『フラッシュ』 - Flash (1985年)
- 『ギター・ショップ』 - Jeff Beck's Guitar Shop With Terry Bozzio and Tony Hymas (1989年)
- 『クレイジー・レッグス』 - Crazy Legs (1993年)
- 『フー・エルス!』 - Who Else! (1999年)
- 『ユー・ハッド・イット・カミング』 - You Had It Coming (2000年)
- 『ジェフ』 - Jeff (2003年)
- 『ライヴ・ベック!』 - Live at B.B. King Blues Club (2003年)
- 『ライブ・ベック'06』 - Official Bootleg USA '06 (2006年)
- 『ライヴ・ベック3〜ライヴ・アット・ロニー・スコッツ・クラブ』 - Performing This Week... Live at Ronnie Scott's (2008年)
- 『エモーション・アンド・コモーション』 - Emotion & Commotion (2010年)
- Live And Exclusive From The Grammy Museum (2010年)（国内盤未発売）
- 『ライヴ・アット・イリディウム~レスポール・トリビュート・ライヴ 』 - Rock & Roll Party: Honoring Les Paul (2011年)
- Live +（2015年）
- 『ラウド・ヘイラー』 - Loud Hailer（2016年)

ジェフ・ベック&ジョニー・デップ
- 『18』 - 18（2022年）

## 来日公演

### 単独公演
- Beck, Bogert & Appice Japan tour（1973年）
  - 5月14日 東京 日本武道館
  - 5月16日 名古屋 名古屋市民会館
  - 5月18日・19日 大阪 大阪厚生年金会館
- Jeff Beck Japan tour 1978（1978年）
  - 11月20日 水戸 茨城県立県民文化センター
  - 11月22日 金沢 石川厚生年金会館
  - 11月23日 倉敷 倉敷市民会館
  - 11月24日 大阪 大阪府立体育会館
  - 11月26日 名古屋 名古屋市公会堂
  - 11月28日 北九州 新日鉄大谷体育館
  - 11月29日 大阪 大阪厚生年金会館
  - 11月30日・12月1日・2日 東京 日本武道館
- Jeff Beck Japan tour 1980（1980年）
  - 12月04日 東京 日本武道館
  - 12月05日 大阪 大阪府立体育館
  - 12月08日 福岡 九電記念体育館
  - 12月09日 倉敷 倉敷市民会館
  - 12月10日 大阪 大阪フェスティバルホール
  - 12月11日 名古屋 名古屋市公会堂
  - 12月12日 仙台 宮城県民会館
  - 12月14日 札幌 道立産業共進会場
  - 12月16日 横浜 横浜文化体育館
  - 12月17日・18日 東京 日本武道館
- Jeff Beck Japan tour 1986（1986年）
  - 6月03日 大阪 大阪厚生年金会館
  - 6月05日 福岡 福岡サンパレス
  - 6月06日 大阪 フェスティバルホール
  - 6月08日 名古屋 名古屋市公会堂
  - 6月10日・11日 東京 日本武道館
- Jeff Beck Japan tour 1989（1989年）
  - 8月05日・6日 東京 有明コロシアム
  - 8月07日 名古屋 愛知県体育館
  - 8月09日・10日 大阪 大阪城ホール
  - 8月11日・12日 横浜 横浜アリーナ
    - 6日は台風のため中止
- Jeff Beck Japan tour 1999（1999年）
  - 5月23日 浦安 東京ベイNKホール
  - 5月25日 横浜 神奈川県民ホール
  - 5月26日 名古屋 愛知厚生年金会館
  - 5月28日 福岡 福岡市民会館
  - 5月29日 大阪 Zepp大阪
  - 5月30日 大阪 大阪フェスティバルホール
  - 5月31日・6月2日・3日 東京 東京国際フォーラム
- Jeff Beck Japan tour 2000（2000年）
  - 12月01日・2日・4日・5日 東京 東京国際フォーラム
  - 12月07日 仙台 Zepp仙台
  - 12月09日 横浜 パシフィコ横浜
  - 12月10日・11日 大阪 大阪厚生年金会館
  - 12月13日 福岡 福岡サンパレス
  - 12月14日 広島 広島郵便貯金ホール
  - 12月15日 名古屋 名古屋市公会堂
- Jeff Beck Japan tour 2005（2005年）
  - 7月01日 横浜 神奈川県民ホール
  - 7月02日・3日・5日・15日 東京 東京国際フォーラム
  - 7月07日 広島 広島郵便貯金ホール
  - 7月08日・9日 大阪 大阪厚生年金会館
  - 7月11日 名古屋 名古屋センチュリーホール
  - 7月13日 札幌 札幌厚生年金会館
- Jeff Beck Japan tour 2009（2009年）
  - 2月06日・7日 東京 東京国際フォーラム
  - 2月09日 東京 NHKホール
  - 2月11日 横浜 パシフィコ横浜
  - 2月12日 名古屋 愛知県芸術劇場
  - 2月13日 金沢 石川厚生年金会館
  - 2月16日 福岡 Zepp福岡
  - 2月18日・19日 大阪 大阪厚生年金会館
- Eric Clapton & Jeff Beck（2009年）
  - ジョイントライブ：エリック・クラプトン & ジェフ・ベック
    - 2月21日・22日 埼玉 さいたまスーパーアリーナ
- Jeff Beck Japan tour 2009（2010年）
  - 4月05日 名古屋 中京大学文化市民会館
  - 4月07日 大阪 グランキューブ大阪
  - 4月08日 尼崎 兵庫あましんアルカイックホール
  - 4月10日 東京 東京JCBホール
  - 4月12日・13日 東京 東京国際フォーラム
- Jeff Beck Japan tour 2014（2014年）
  - 4月04日 東京 NHKホール
  - 4月05日 尼崎 あましんアルカイックホール
  - 4月07日・8日・9日 東京 東京ドームシティホール
  - 4月11日 札幌 札幌ニトリ文化ホール
  - 4月13日 盛岡 岩手県民会館
  - 4月14日 横浜 パシフィコ横浜
  - 4月15日 名古屋 名古屋市公会堂
  - 4月16日 大阪 大阪フェスティバルホール
- Jeff Beck Japan tour 2015（2015年）
  - 9月25日 東京 Zepp東京
  - 9月28日 大阪 Zepp難波
- Jeff Beck Japan tour 2017（2017年）
  - 1月25日 横浜 パシフィコ横浜
  - 1月26日 仙台 仙台サンプラザ
  - 1月28日 盛岡 岩手県民会館
  - 1月30日・31日 東京 東京国際フォーラム
  - 2月02日 大阪 グランキューブ大阪
  - 2月03日 福岡 福岡サンパレス
  - 2月04日 広島 広島上野学園ホール
  - 2月06日 名古屋 名古屋市公会堂
  - 2月07日 尼崎 あましんアルカイックホール

### フェス・アワード

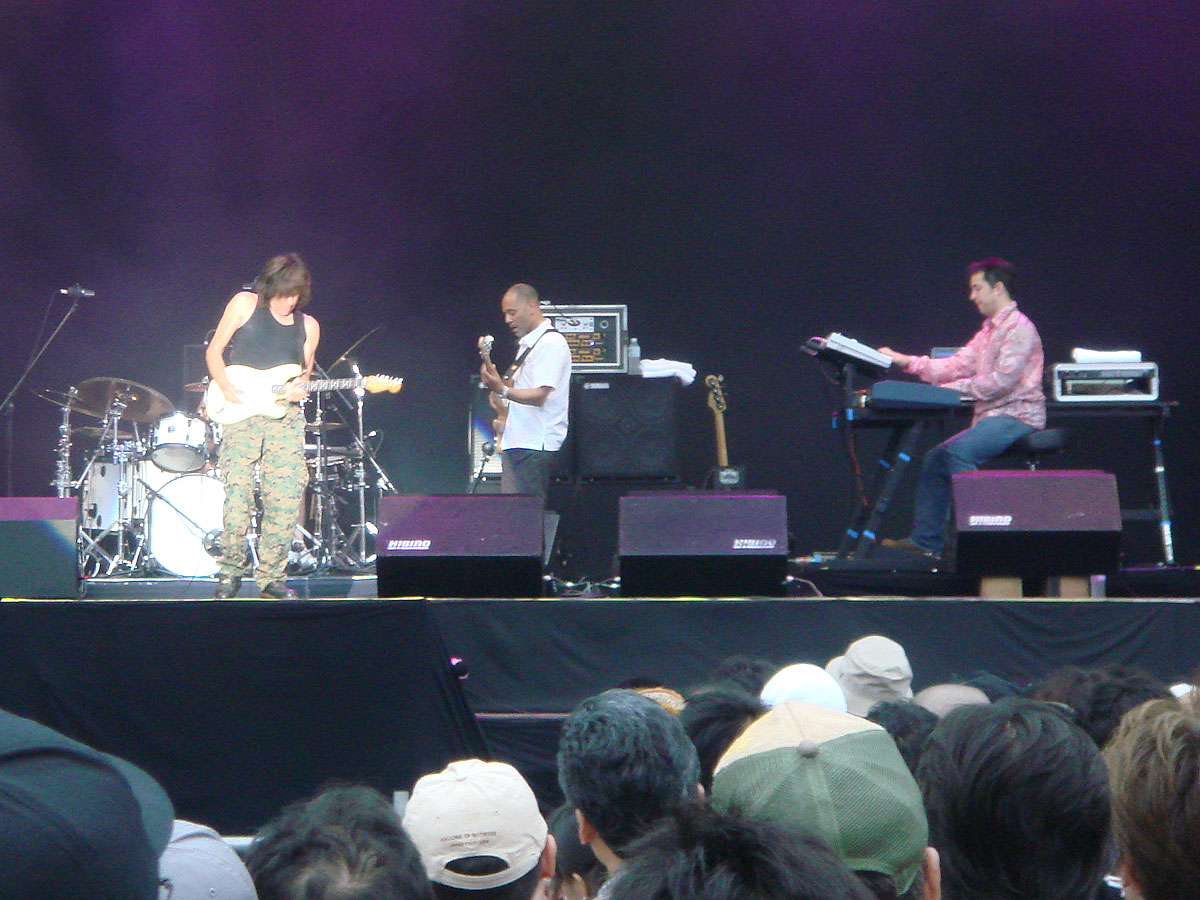
ウドー・ミュージック・フェスティバル (2006年7月)

- WORLD ROCK FESTIVAL EASTLAND（1975年）
  - 8月3日 札幌 札幌真駒内アリーナ
  - 8月5日 名古屋 愛知県体育館
  - 8月6日 京都 京都円山公園野外音楽堂
  - 8月7日 東京 後楽園球場
  - 8月9日 仙台 仙台菅生トレールランド
    - 6日、9日は体調不良のため出演キャンセル
- Suntory Beer Sound Market '86（1986年）
  - 6月1日 軽井沢 軽井沢プリンスホテル
    - カルロス・サンタナ、スティーヴ・ルカサーと共演
- UDO MUSIC FESTIVAL 2006 （2006年）
  - 7月22日 小山 富士スピードウェイ
  - 7月23日 泉大津 泉大津フェニックス
- BLUE NOTE JAZZ FESTIVAL in Japan 2015（2015年）
  - 9月27日 横浜 横浜赤レンガ野外特設ステージ
- クラシック・ロック・アワード（2016年）
  - 11月11日 東京 両国国技館